# Ivan Mazepa
Ivan Stepanovyč Mazepa (ukrajinsky Іва́н Мазе́па, polsky Jan Mazepa Kołodyński, Ivan Mazepa; 1639 – 22. září 1709) byl ukrajinský hejtman v letech 1687–1709. Do dějin vešel především jako účastník Severní války, ve které se po zklamání v imperialistické politice Petra I. přidal na stranu antimoskevské koalice, vedené švédským králem Karlem XII. Po porážce koalice u Poltavy odešel na území Osmanské říše do Moldavského knížectví do města Bendery, kde zanedlouho zemřel. Je pohřben v Galați (nyní Rumunsko).

## Rozvoj kultury
Kulturním odkazem doby Ivana Mazepy je řada především církevních staveb ve stylu tzv. ukrajinského baroka, které Mazepa osobně financoval (jak svědčí rodový erb Mazepy, umístěný na nich). Mazepovi se přisuzuje rovněž autorství několika dochovaných milostných básní.

## Historické hodnocení
Mazepovy snahy o nezávislost Ukrajiny a jeho dohoda se Švédy nutně musela být vnímána Petrem I. jako zrada a porušení Perejaslavské dohody s kozáky. Na osobní rozkaz Petra I. byla proto na Mazepu uvalená církevní kletba, tzv. anathéma, které je Ruskou pravoslavnou církví a Ukrajinskou pravoslavnou církví Moskevského patriarchátu důsledně dodržované dodnes.
Za hlavní důvody odchodu z moskevského protektorátu Ivan Mazepa označil neschopnost ruského cara poskytovat vojenskou ochranu ukrajinských území před přímými nepřáteli – Poláky, Tatary, Osmany, narušení ukrajinské správní autonomie a plány na reorganizaci sociálního a politicko-administrativního systému a nucené přemístění Ukrajinců do jiných zemí.

## Inspirace v kultuře
Osobnost a život Ivana Mazepy inspiroval řadu umělců, jako např. Lorda Byrona, Victora Hugo, Juliusz Słowackého, Alexandra Sergejeviče Puškina, malíře Théodora Géricaulta nebo Ference Liszta. Operu z jeho života s názvem Mazepa napsal Petr Iljič Čajkovskij.

## Galerie

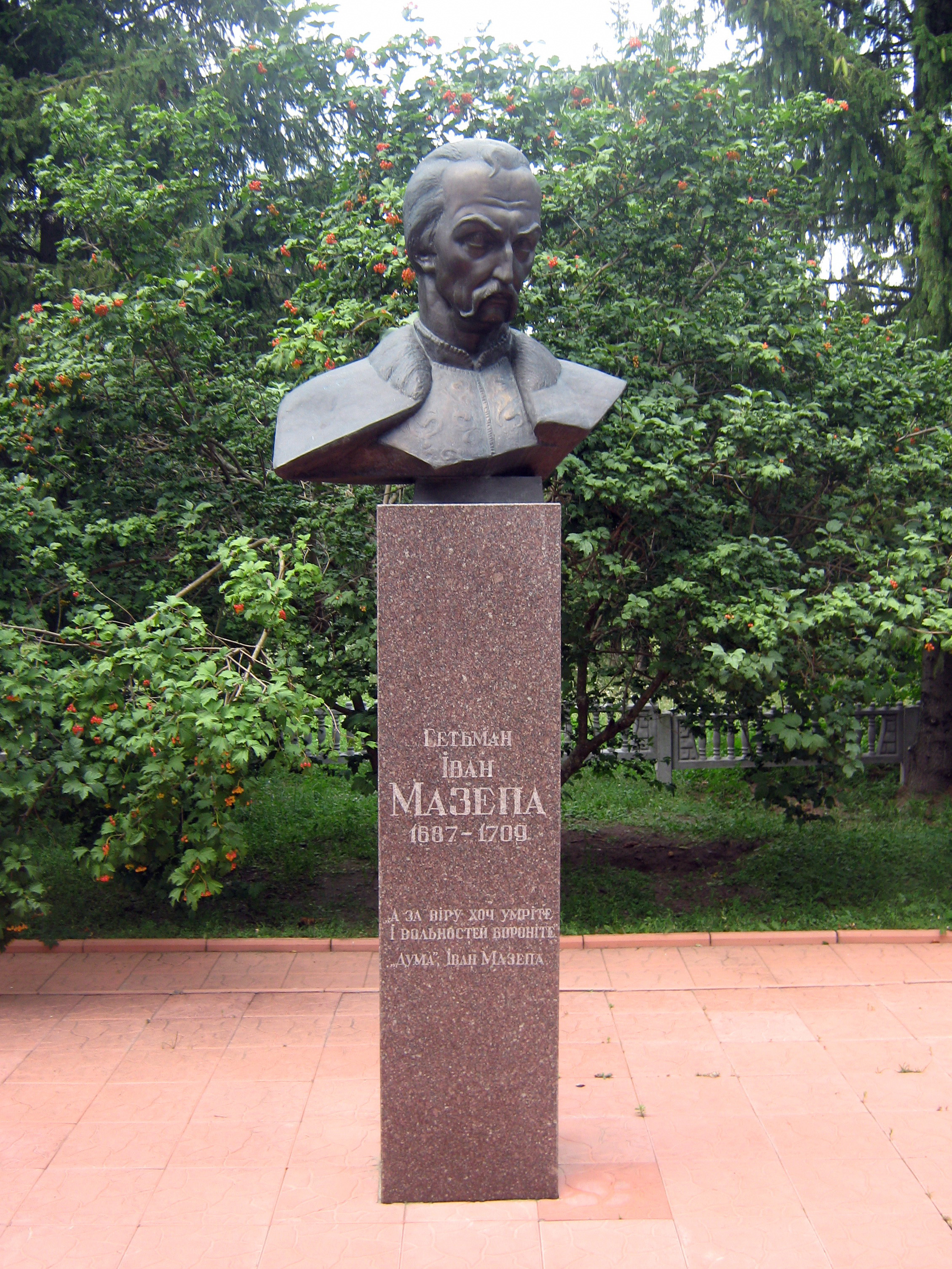
Pomník v rodné Masepynzi (okres Bílá Cerkev)
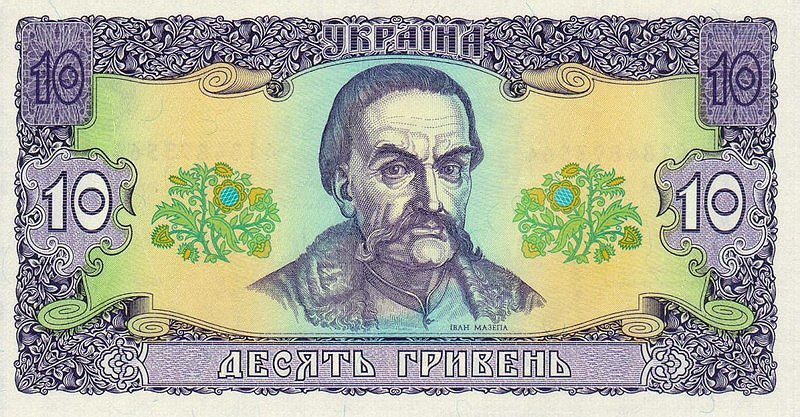
Bankovka 10 hřiven (1992-1996)
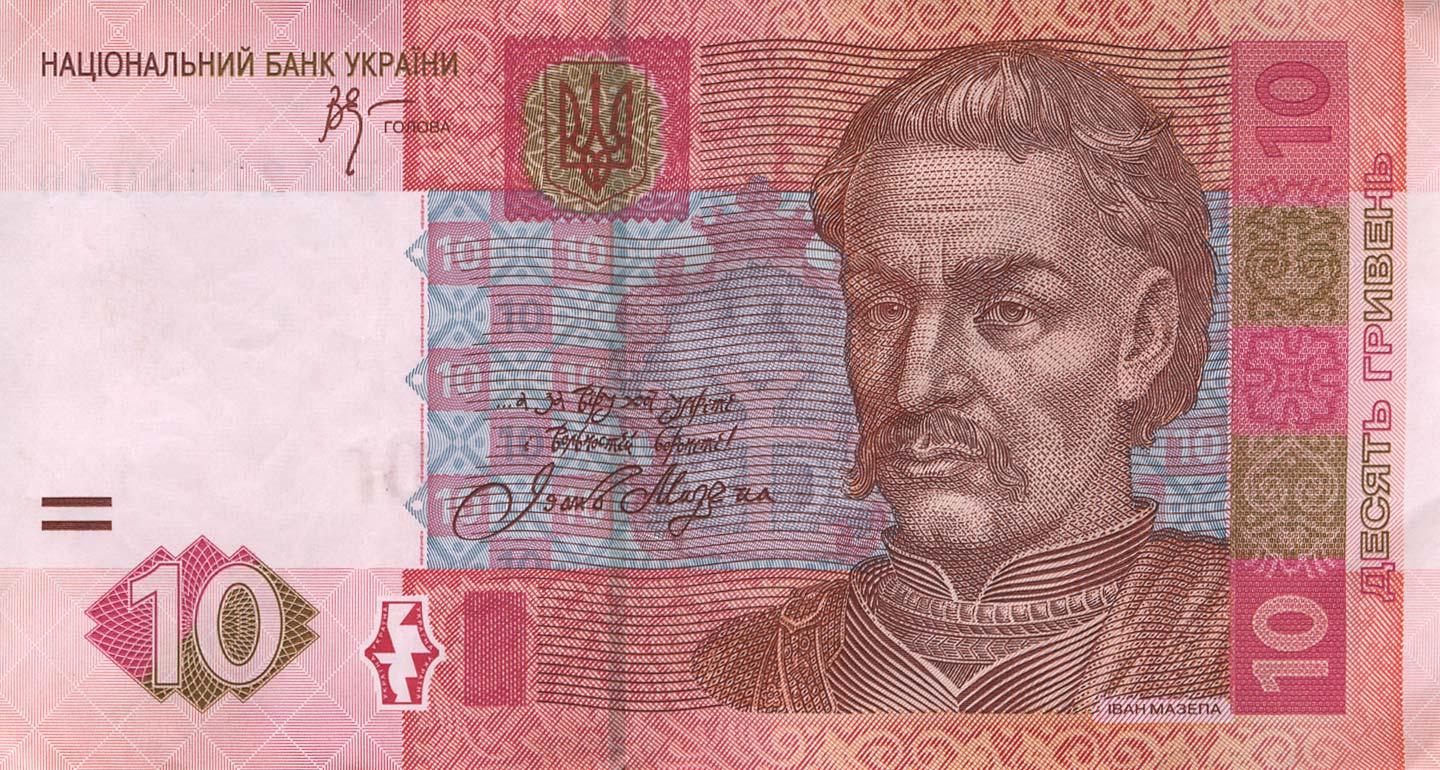
Bankovka 10 hřiven (2005)
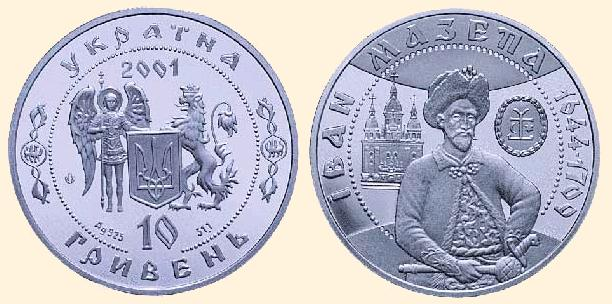
Mince 10 hřiven (2001)
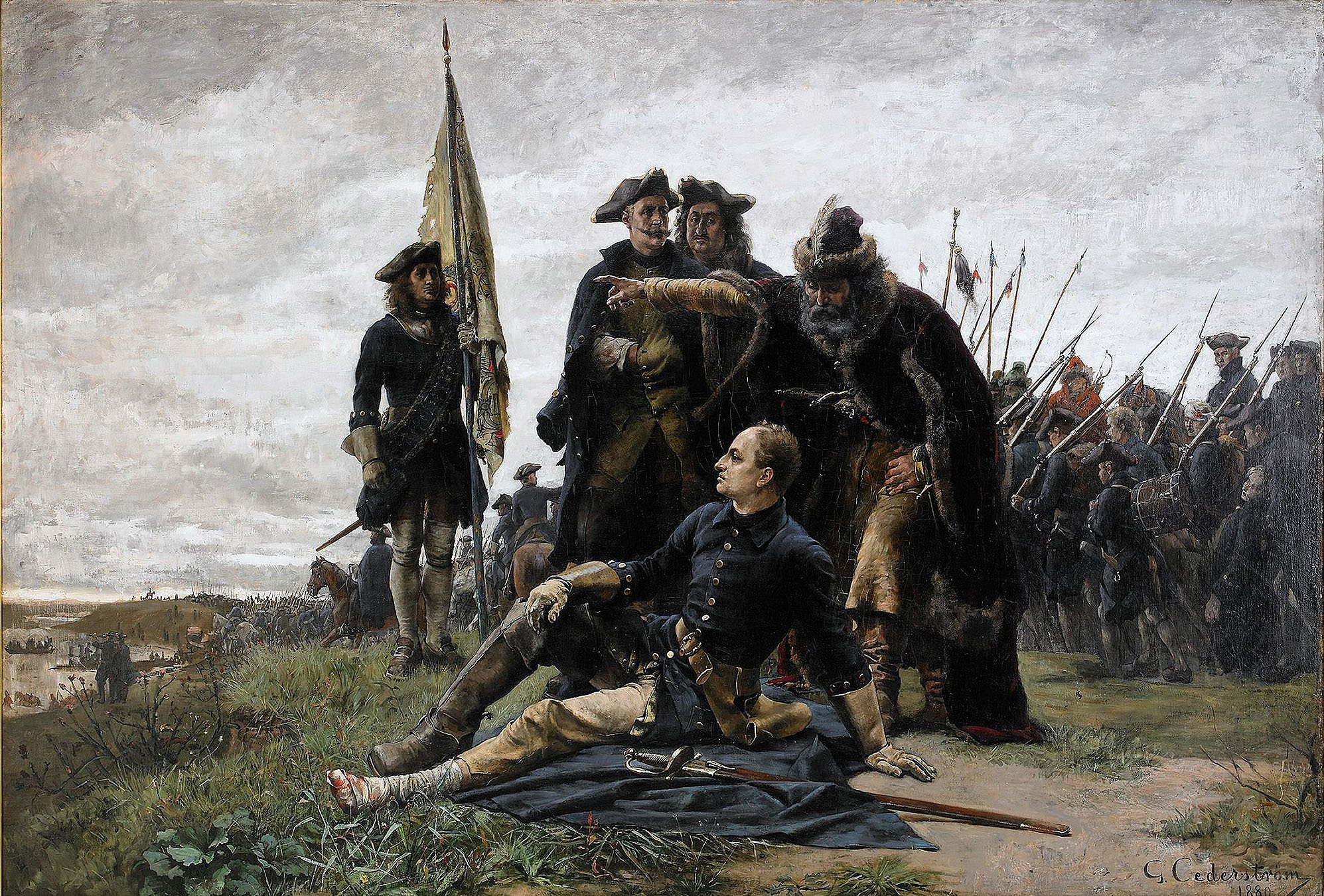
Іvan Mazepa a Karel XII. u Dněpru po bitvě u Poltavy
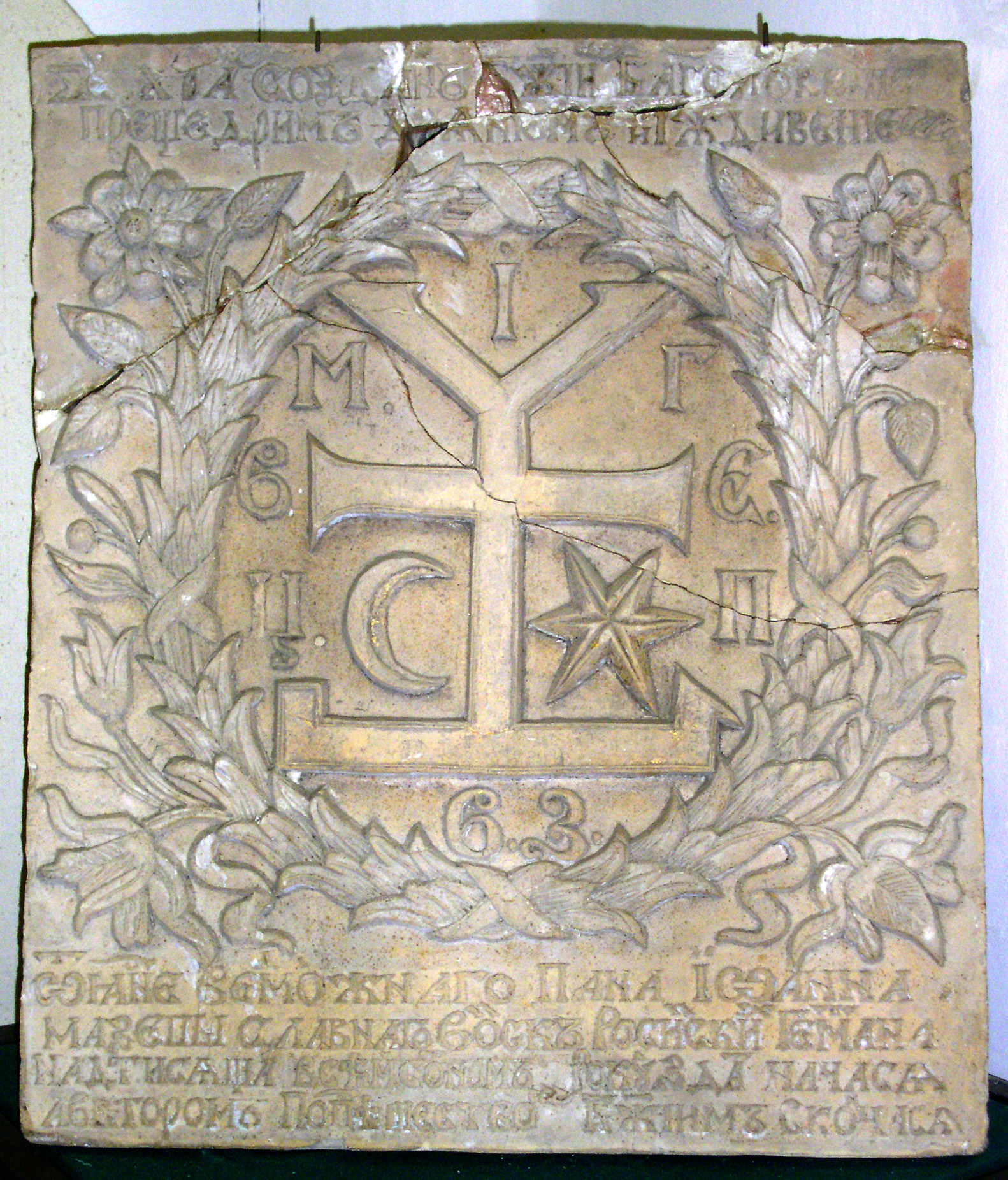
Erb hejtmana Ivana Mazepy na budově
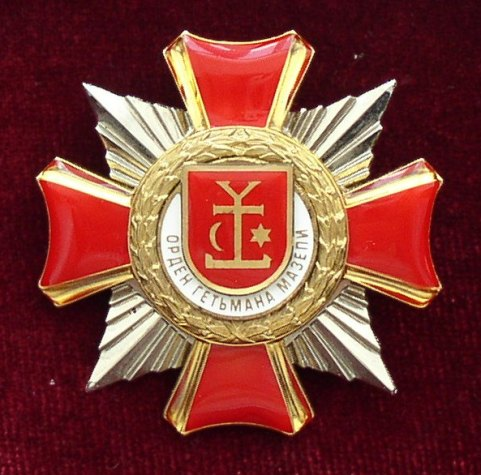
Medaile